# Don Oreck
Donald Allen Oreck, genannt: Don Oreck (* 31. August 1930 in Hollywood, Los Angeles; † 5. März 2006 in Los Angeles) war ein US-amerikanischer Schauspieler.

## Leben und Karriere
Oreck war zunächst Soldat in der US Army und wurde nach einem kurzen Zwischenspiel beim LAPD Schauspieler. Er trat als Nebendarsteller in vielen beliebten US-Serien der 1950er und frühen 1960er Jahre auf. Seine wenigen Filmrollen waren dagegen allerdings stets kleiner Natur und in seiner etwa zehnjährigen Hollywood-Karriere gelang es ihm nicht, mit einer Rolle nachhaltigen Eindruck zu erzielen. Nach einem Gastauftritt in Bonanza zog er sich 1961 aus dem Filmgeschäft zurück.
Von 1955 bis 1957 war er mit der Schauspielerin Joanna Moore verheiratet. Im Jahr 1958 heiratete er Mary Ann Powell (* 1930). Aus der Ehe, die 1971 geschieden wurde, gingen Kevin Robert und Elizabeth Diane hervor. Oreck starb im März 2006 an den Folgen einer degenerativen Hirnerkrankung.

## Filmografie (Auswahl)
- 1951: Santa and the Fairy Snow Queen (Kurzfilm)
- 1954: Der silberne Kelch (The Silver Chalice)
- 1955: 5 Against the House
- 1955: Bring Your Smile Along
- 1955: Sperrfeuer auf Quadrat 7 (Target Zero)
- 1956/1957: West Point (Fernsehserie, 2 Folgen)
- 1958: State Trooper (Fernsehserie, Folge 2x39)
- 1959: Dr. Bill Baxter, Arzt in Arizona (Frontier Doctor, Fernsehserie, Folge 1x32)
- 1959: Abenteuer unter Wasser (Sea Hunt, Fernsehserie, 3 Folgen)
- 1959: Menschen im Weltraum (Men Into Space, Fernsehserie, Folge 1x02)
- 1959: Dezernat M (M Squad, Fernsehserie, Folge 3x06)
- 1959: Anwalt der Gerechtigkeit (Lock-Up, Fernsehserie, Folge 1x05)
- 1961: Bonanza (Fernsehserie, Folge 3x15 Eindringlinge auf der Ponderosa)